# Sarrusofone

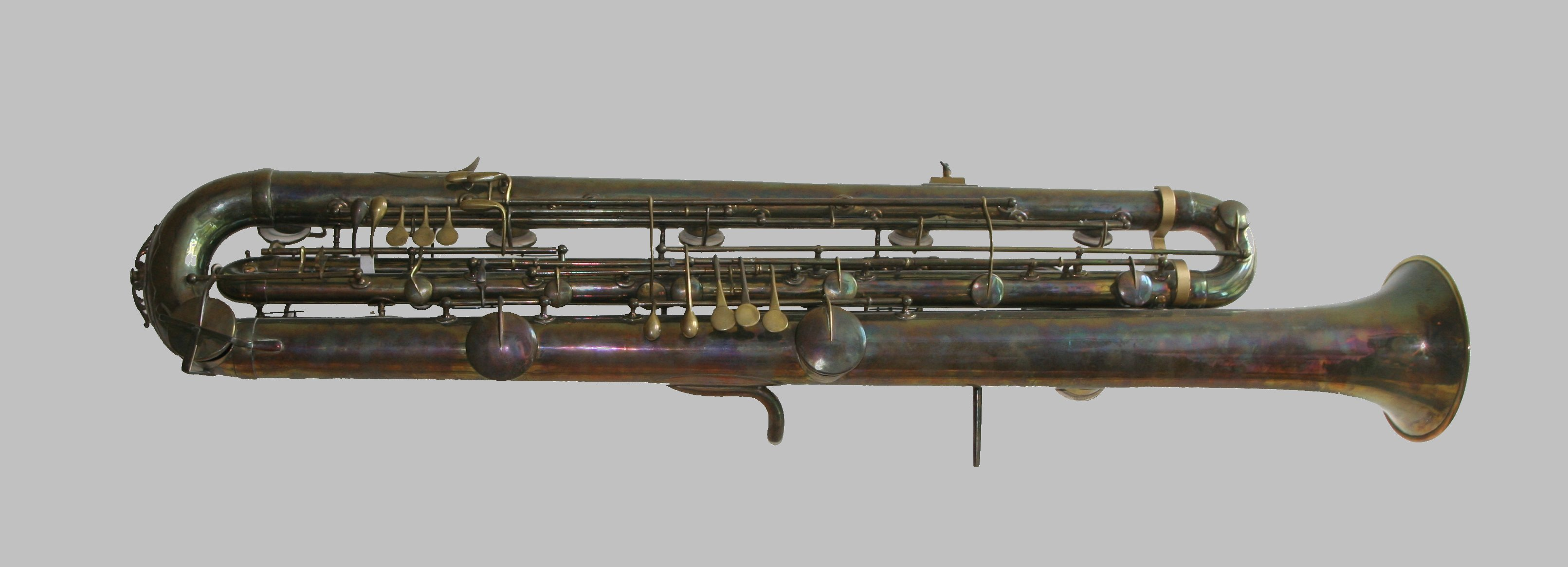
Um sarrusofone

Sarrusofone é uma família de instrumentos tranpositores patenteados e produzidos por Pierre-Louis Gautrot em 1856. Foi chamado sarrusofone por causa do maestro de bandas Francês Pierre Auguste Sarrus (1813–1876), idealizador do instrumento (não se sabe se Sarrus era beneficiado financeiramente com a associação ao produtor do instrumento).
O sarrusofone foi criado para servir como substituto, em bandas, do oboé e do fagote, cuja potência sonora não atendia os requisitos necessários para se tocar em lugares abertos, como era comum nas bandas daquela época.

## Família dos sarrusofones
A família dos sarrusofones compreende os seguintes instrumentos (dos quais está indicado, entre parênteses, o possível uso orquestral aproximado):
- sopranino em Mib.
- soprano em Sib (possível substituto do oboé)
- alto em Mib (possível substituto do corne inglês).
- tenor em Sib (possível substituto do oboé barítono)
- barítono em Mib (possível substituto do fagote em Mib)
- baixo em Sib (possível substituto do fagote)
- contrabaixo em Mib, Dó ou Sib (possível substituto do contrafagote)

A extensão no instrumento - isto é, sem transpor - é Si♭(x) - Sol(x+3), um semitom a mais que a do saxofone actual. Inicialmente, Gautrot propagandeava uma extensão Si♭(x) - Fa (x+3), como a do saxofone de então. Depois de 1868, foram publicadas por Gautrot digitações que permitiam uma extensão de até três oitavas.

## Construção
Todos os membros da família são feitos de metal, com um corpo cônico. Os membros maiores da família lembram o oficleide.  Como o oboé e o fagote, todos os sarrusofones foram projetados para serem tocados com palheta dupla. Posteriormente, boquilhas para palhetas simples, semelhantes às de saxofone alto e soprano, foram desenvolvidas. Não está claro se as boquilhas estavam disponíveis para todos os tipos de sarrusofones. O exemplo mais comum era a do contrabaixo em Mi♭.

### Digitação
A digitação do sarrusofone é quase idêntica à do saxofone, o que fez com que Adolphe Sax abrisse ao menos um processo contra Gautrot, reclamando que este havia infringido sua patente do saxofone. Sax perdeu a causa, uma vez que a justiça considerou que o som produzido pelas duas famílias de instrumentos era nitidamente diferente, apesar das similaridades mecânicas. De toda forma, como o sarrusofone nunca alcançou grande aceitação, os fabricantes não se empenharam em desenvolver seu mecanismo da mesma forma que fizeram com o saxofone. Embora haja excepções, o mecanismo geral do sarrusofone inclui:
- Chaves de registro não automáticas (necessárias para se produzir a "quarta alta" da sua extensão). Do sopranino ao baixo, possuem duas chaves de oitava. Os contrabaixos (e às vezes alguns baixos) possuem três, a terceira sendo usada somente para as notas Ré e Mi♭ imediatamente acima da passagem de uma oitava à outra.

- As chaves articuladas de Sol♯, chave-dupla de Si♭, chave-de-trinado de Fá♯ ou 1/1 e 1/2 Si♭ não existem no Sarrusofone, embora exista no Saxofone. As chaves (registros) de cima e de baixo do instrumendo não são ligadas. Como surpresa, uma chave-de-trinado de Si para Dó, como são encontradas no saxofone, ficou mais ou menos como padrão na construção do instrumento.

- A chave do Si♭ grave é ativada pelo polegar esquerdo, de modo oposto ao que acontece no saxofone, em que a chave é ativa da pelo dedo mínimo da mesma mão.

- Uma chave para a alternação rápida entre o Dó de uma oitava e o Ré da oitava seguinte. Essa chave pode ser usada também para tocar o Ré agudo. Pode ser tomada como um equivalente da chave do Ré agudo no saxofone, embora no sarrusofone a posição dessa chave varie.

- Não há chaves usadas com a palma da mão para os agudos (como acontece no saxofone). Os agudos no sarrusofone são obtidos com as chaves de registro não automáticas, que permitem facilmente saltos de terças. O corpo relativamente estreito do sarrusofone também ajuda a melhorar a  sonoridade dos saltos de terça.

Nos primeiros instrumentos, o uso de rolamentos entre as chaves do Mi♭ grave e Dó grave parecia mais comum que entre o Sol♯ e o Dó♯/Si graves. Adicionalmente, em alguns instrumentos fabricados pela Buffet no início do século XX, a chave do Sol♯ é "semi-articulada", de modo que o trinado entre o Sol e o Sol♯ pode ser feito a partir de uma chave adicional para a mão direita. Muitos saxofones desse período também possuíam esse mecanismo. Além disso, neles não havia conexão entre a chave do Sol♯ e as chaves do Dó♯/B graves, identicamente ao modo como os saxofones eram fabricados naquela época.

## Uso na música erudita
O sarrusofone entra raramente na música de orquestra, sendo dedicado principalmente ao repertório de banda. O primeiro uso documentado do sarrusofone numa orquestra foi a execução de As bodas de Prometeu, de Camille Saint-Saëns na Exposição Universal de Paris em 1867, como substituto de emergência de um contrafagote que estragou no último momento.
No início dos século XX, o sarrusofone contrabaixo em Mi♭ (e às vezes o em Dó) esteve em voga como substituto do contrafagote, considerado muito frágil. Foi utilizado, por exemplo, por Maurice Ravel na abertura de Schérazade (1898), Rapsodie espagnole (Rapsódia espanhola - 1907) e L'heure espagnole (A hora espanhola - 1907–1909). Igor Stravinsky incluiu uma parte para sarrusofone contrabaixo em Threni.

## Uso no jazz
Um exemplo extremamente inusual do sarrusofone no jazz está na gravação de 1924 de Clarence Williams do tema Mandy, Make Up Your Mind, com um sarrusofone tocado por Sidney Bechet, virtuoso do sax soprano e do clarinete. É possível que, nesse caso, Bechet tenha usado uma boquilha e uma palheta simples, já que ele não era um instrumentista de palheta dupla. É interessante notar que Bechet posteriormente afirmou jamais ter tocado o sarrusofone.
Nos anos 1970 e 1980o jazzista americano Gerald Oshita  tocou jazz de vanguarda em um sarrusofone contrabaixo em Mi♭ fabricado pelas Conn. Mais recentemente (de 1990 a 2006), gravações usando sarrusofones foram feitas por saxofonistas como Scott Robinson, Lenny Pickett, James Carter e Paul Winter.

## No tempo presente
O sarrusofone hoje éstá obsoleto e é usado como "curiosidade" em algumas ocasiões. Nas execuções orquestrais as suas partes são tocadas atualmente pelo contrafagote. Todavia, parece have um ressurgimento do interesse pelo instrumento entre os músicos amadores em bandas nos Estados Unidos.
Recentemente podemos escutá-lo na trilha sonora sinfônica do filme Tombstone (1993), composta por Bruce Broughton.
A afinação do instrumento é um pouco precária e seu som é menos claro, a comparar-se ao do saxofone. Em termos bem-humorados, diz-se que o som do sarrusofone é mais "industrial" ou "rústico".
Novos sarrusofones ainda podem ser comprados a pedido na fábrica de instrumentos italiana Orsi. Historicamente, Orsi, Rampone (posteriormente Rampone & Cazzani), Buffet (sob controle da Evette & Schaeffer), Conn (o contrabaixo em Mi♭), Gautrot e Couesnon (sucessor de Gautrot) foram as marcas mais conhecidas e talvez as únicas a produzirem sarrusofones em quantidade.
A qualidade áspera do som do sarrusofone e a necessidade de uma palheta dupla podem ter contribuido  para que ele não se tornasse uma membro das bandas de sopro padrão. Além disso, apesar de originalmente pensados para substituir o oboé e o fagote, as extensões práticas dos sarrusofones correspondentes (soprano e baixo, respectivamente) não os permitiam tocar adequadamente as partes de oboé e fagote, especialmente nas transcrições de orquestra para bandas de sopros. Afirmam-no o famoso maestro de bandas Edwin Franko Goldman e o organologista Anthony Baines.
A necessidade de um membro contrabaixo na família das madeiras existiu desde o século XIX. Desse período até o início do século XX, houve tentativas por Sax, Buffet, Besson e outros de construir um clarinete contrabaixo, tanto em Mi♭ quanto em Si♭. No início da década de 1930, sob a sugestão da American Bandmaster's Association, a empresa francesa Selmer Company obteve sucesso ao introduzir seu modelo contrabaixo em Mi♭. Os populares modelos contrabaixo em Mi♭ e Si♭ da também francesa LeBlanc não foram postos em produção antes da segunda metade da década de 1940, ainda que inventados muito antes.
Pode-se deduzir que o caráter compacto e as qualidades musicais desses instrumentos podem ter contribuido para o abandono do sarrusofone.